# Liste der Baudenkmäler in Reichenbach (Landkreis Kronach)
Auf dieser Seite sind die Baudenkmäler in der oberfränkischen Gemeinde Reichenbach zusammengestellt. Diese Tabelle ist eine Teilliste der Liste der Baudenkmäler in Bayern. Grundlage ist die Bayerische Denkmalliste, die auf Basis des Bayerischen Denkmalschutzgesetzes vom 1. Oktober 1973 erstmals erstellt wurde und seither durch das Bayerische Landesamt für Denkmalpflege geführt wird. Die folgenden Angaben ersetzen nicht die rechtsverbindliche Auskunft der Denkmalschutzbehörde.

Diese Liste gibt den Fortschreibungsstand vom 15. April 2020 wieder und enthält 14 Baudenkmäler.

## Baudenkmäler nach Straßen
| Lage | Objekt                                                               | Beschreibung | Akten-Nr.                        | Bild                         |
| --- | -------------------------------------------------------------------- | --- | -------------------------------- | ---------------------------- |
| Hauptstraße 12 (Standort) | Wohnstallhaus                                                        | Mit Halbwalmdach, verschiefertes Obergeschoss, 1825 | D-4-76-166-1 Wikidata            | Wohnstallhaus                |
| Hauptstraße 52 (Standort) | Ehemaliges Wohnstallhaus                                             | Erdgeschossiger Satteldachbau, 18. Jahrhundert, Stallteil verändert | D-4-76-166-2 Wikidata            | Ehemaliges Wohnstallhaus     |
| Kapellenstraße, 500 m südwestlich des Ortskerns (Standort)                                                                                         | Feldkapelle St. Maria                                                | Satteldach mit zwei Turmaufsätzen, 1824 | D-4-76-166-3 Wikidata            | weitere Bilder               |
| Kapellenstraße, neben der Feldkapelle (Standort)                                                                                                   | Bildstock                                                            | Rundbogiger Aufsatz mit Jesus am Kreuz, Sandstein, 17./18. Jahrhundert Der rundbogige Bildstockaufsatz aus Sandstein zeigt an der Stirnseite ein Relief mit einer Darstellung der Kreuzigungsgruppe, die drei anderen Seiten sind leer. Eine ursprünglich vorhandene Bekrönung ist abgegangen.:81 | D-4-76-166-4 Wikidata            | weitere Bilder               |
| Kapellenstraße, bei der Feldkapelle (Standort) | Wegkreuz                                                             | Gusseisen, auf Sandsteinsockel Beim Aufsatz dieses Flurdenkmals handelt es sich um ein schlicht gehaltenes Gusseisenkreuz mit breiter werdenden Enden. Es trägt einen bemalten Korpus, über dem eine Schriftrolle mit dem Schriftzug „INRI“ angebracht ist. Der Aufsatz ist auf einem zweiteiligen rechteckigen Sandsteinsockel angebracht, dessen Unterteil stark ausgeprägtes angedeutetes Bruchsteinmauerwerk zeigt. Der obere Teil ist glattflächig mit gekehltem Abschluss. Seine Stirnseite trägt die von einem Tatzenkreuz getrennten Jahreszahlen „1914/18“ und „1939/45“ und darunter die Inschrift „Wir fielen für Euch. Betet Ihr für uns! Den Gefallenen beider Weltkriege“.:70 | D-4-76-166-5 Wikidata            | weitere Bilder               |
| Kapellenstraße (Standort) | Heiliger Josef mit Jesuskind                                         | Bronzeskulptur auf Sandsteinsockel, 1904 Die Bronzeskulptur steht auf einem glattflächigen Sandsteinsockel, der an Basis und Abschluss gesimst ist. Am Hauptfeld befindet sich die Inschrift „Errichtet von Familie Förtsch 1904“ und an der breiteren Basis darunter die Inschrift „Durch die Fürbitte des Hl. Josef sind wir von einer grossen Plage befreit worden“. Die Figur des Josef trägt auf dem rechten Arm das Jesuskind; mit der linken Hand hielt sie als Heiligenattribut ursprünglich einen Lilienstab, der jedoch abgegangen ist. Die Häupter der beiden Figuren sind von Heiligenscheinen umgeben.:69–70 | D-4-76-166-6 Wikidata            | Heiliger Josef mit Jesuskind |
| Kirchstraße 32 (Standort) | Wegkreuz                                                             | Gusseisen, auf Sandsteinsockel, 19. Jahrhundert Dieses Wegkreuz steht auf einem rechteckigen Sandsteinsockel, dessen Flächen angedeutetes Bruchsteinmauerwerk zeigen. Der gusseiserne Aufsatz ist verziert und besitzt eine breite Basis, auf der zwischen zwei Säulen das Relief eines knienden Engels zu sehen ist. Der Kreuzfuß wird ebenfalls von zwei Engeln flankiert, die in ihren erhobenen Händen einen Kelch mit Hostie und einen Kranz halten. Am Kreuzstamm ist eine von Girlanden und geschwungenen Bändern gerahmte ovale Inschrifttafel ohne Inhalt angebracht. Der Korpus, der den lateinischen Segensgestus zeigt, ist von Strahlenbündeln umgeben, die von der Vierung des Kreuzes ausgehen. Am Kopf des Kreuzes ist eine Tafel mit der Inschrift „INRI“ befestigt.:70–71 | D-4-76-166-7 Wikidata            | weitere Bilder               |
| 750 m südwestlich des Ortes an der Kreisstraße KC 8 nach Teuschnitz (Standort)                                                                     | Wegkreuz                                                             | Sandsteinsockel und Gusseisenkruzifix, 19. Jahrhundert Das ursprünglich an diesem Standort stehende Wegkreuz ist abgegangen. Der Aufsatz war im Jahr 1979 an einem Baumstamm befestigt, der quadratische, zweifach abgestufte Sandsteinsockel lag beschädigt daneben.:71–72 Später wurde das Wegkreuz wohl renoviert und auf einem neuen Sockel mit geschwungenem Abschluss befestigt. Das Feld an dessen Vorderseite trägt die Inschrift „Gelobt sei Jesus Christus“, am Oberteil ist ein griechisches Kreuz eingemeißelt. Bei einem Verkehrsunfall Anfang 2010 wurde der originale Kreuzaufsatz irreparabel beschädigt. Ende 2013 wurde auf dem Sockel wieder ein sehr ähnlicher Aufsatz angebracht, der ursprünglich von einem Grabstein in Zeyern stammt und der Gemeinde Reichenbach von seiner Besitzerin gespendet wurde. | D-4-76-166-8 Wikidata            | weitere Bilder               |
| Etwa 600 m südwestlich des Ortes an der Kreisstraße KC 8 Richtung Teuschnitz (Standort)                                                            | Bildstock, sogenannte Kounerschmarter                                | Sandstein, Säule und vierseitiger Aufsatz mit Dreiecksgiebeln, 19. Jahrhundert Der Bildstock ruht auf einem glattflächigen, quadratischen Sockel, der über Abschrägungen nach oben hin gestuft ist. Auf dem Sockel steht ein schlichter Säulenschaft, der einen vierseitigen Aufsatz trägt. Statt der üblichen Reliefs sind an drei der Felder unter den vier Giebeln Porzellantafeln angebracht. Die Hauptseite zeigt eine Darstellung der Kreuzigungsgruppe, die Rückseite ist leer. Bekrönt ist der Aufsatz mit einem Eisenkreuz. Als Grund für die Stiftung des Bildstocks ist die Geschichte eines Reichenbacher Bauern überliefert, der sich in seiner Scheune erhängte und dann als Toter in der Umgebung von Reichenbach umhergeirrt sein soll. Um die Seele des Mannes zu erlösen, ließ seine Familie das Flurdenkmal errichten.:80–81 | D-4-76-166-9 Wikidata            | weitere Bilder               |
| Am Schönwappenweg, etwa 2 km nördlich des Ortes (Standort)                                                                                         | Grenzstein, sogenannter Kleiner Bischofsstein                        | Grenzstein, Sandstein, mit Wappen, 1651 Der Landesgrenzstein Nr. 638 trägt auf der bayerischen Seite das Wappen des Hochstifts Bamberg, darüber die lediglich als Fragment erhaltene Inschrift „G G M“ (sie bedeutete vermutlich „von Gottes Gnade Melchior Otto Voit von Salzburg“, die vollständige Inschrift ist jedoch nicht bekannt) und darunter die Jahreszahl 1651. Die thüringische Seite zeigt das Wappen des Herzogtums Sachsen. Über dem Wappen befindet sich die fragmentarische Inschrift „W … C … V B“ (die vollständige Inschrift und ihre Bedeutung sind nicht bekannt), darunter die Zahl 651 (ursprünglich die Jahreszahl 1651). Eine im Rahmen einer Restaurierung im Jahr 1984 angefertigte Kopie des Kleinen Bischofssteins ist auf der Burg Lauenstein im gleichnamigen Gemeindeteil der Stadt Ludwigsstadt ausgestellt. | D-4-76-152-31 Wikidata           | weitere Bilder               |
| Am Schönwappenweg, etwa 2,3 km nordöstlich von Reichenbach (Standort)                                                                              | Grenzstein, sogenannter Großer Bischofsstein                         | Sandstein, 1619 Der Landesgrenzstein Nr. 648 zeigt auf der nach Bayern weisenden Seite das Amtswappen von Johann Gottfried I. von Aschhausen, Fürstbischof der Hochstifte Bamberg und Würzburg. Über dem Wappen befinden sich die Fragmente der Inschrift „G B Z B W V H“ (ursprünglich wahrscheinlich „J G B Z B W V H Z F“ = Johann Gottfried, Bischof zu Bamberg, Würzburg und Herzog zu Franken), darunter die Jahreszahl 1619. Auf der thüringischen Seite trägt der Grenzstein die Reste der Inschrift „V S A L T L I N“ (vermutlich ursprünglich „H Z V S A L T L I N“ = Herzog zu Sachsen, Altenburger Linie), das Wappen des Herzogtums Sachsen und darunter die Jahreszahl 1619. Eine im Rahmen einer Restaurierung im Jahr 1984 angefertigte Kopie des Großen Bischofssteins ist auf der Burg Lauenstein ausgestellt. | D-4-76-166-11 Wikidata           | weitere Bilder               |
| Am Schönwappenweg, etwa 2,5 km nordöstlich von Reichenbach (Standort)                                                                              | Grenzstein, sogenannter Kurfürstenstein                              | Sandstein, 1513 Der aus Kronacher Buntsandstein gefertigte Landesgrenzstein Nr. 656 hat ohne den im Boden verankerten Fuß eine Höhe von 98 cm, eine Breite von 42 cm und eine Tiefe von 38 cm. An der in Richtung Bayern weisenden Seite trägt er die fragmentarisch erhaltene Inschrift „g vo gotts gnade 1513 hove zv bamberg“ (ursprünglich wohl „georg vo gotts gnade 1513 bischove zv bamberg“ = Georg von Gottes Gnaden 1513 Bischof zu Bamberg) und darunter das Amtswappen von Fürstbischof Georg III. Schenk von Limpurg. An der thüringischen Seite befindet sich die Inschrift „von gotts gnade fridri churfürst vn has gbrude herzoche zv sacssen 151“ (ursprünglich vermutlich „von gotts gnade fridrich churfürst vn has gbruder herzoche zv sacssen 1513“ = Von Gottes Gnade Friedrich Kurfürst und Hans (Johann) sein Bruder, Herzöge zu Sachsen 1513), darunter ein Doppelwappen des Kurfürstentums Sachsen. Auf der von bayerischer Seite aus gesehen linken Schmalseite wurde zu einem unbestimmten Zeitpunkt die Steinnummer 656 eingeschlagen. Auf der satteldachförmigen Oberseite des Steins zeigt eine eingeritzte, abknickende Linie den Grenzverlauf an. Eine im Rahmen einer Restaurierung im Jahr 1984 angefertigte Kopie des Kurfürstensteins ist auf der Burg Lauenstein ausgestellt. | D-4-76-166-12 Wikidata           | weitere Bilder               |
| An der Grenze nach Thüringen, etwa zwei Kilometer nordöstlich des Ortes (Standort)                                                                 | Grenzstein, sogenannter Kurfürstenstein                              | Mit bambergischem und sächsischem Wappen, 1513, Landesgrenzstein Nr. 661 Der Landesgrenzstein Nr. 661 entspricht hinsichtlich der Wappen und der nur noch fragmentarisch erhaltenen Inschriften weitgehend dem im selben Jahr gesetzten Landesgrenzstein 656. Der aus Kronacher Buntsandstein angefertigte Grenzstein besitzt ohne den im Boden verankerten Fuß eine Höhe von 82 cm, eine Breite von 56 cm und eine Tiefe von 37 cm. Die Oberseite weist starke mechanische Beschädigungen auf. Auf der in Richtung Thüringen weisenden Dachseite sind eine handflächengroße Schleifmulde und Wetzrillen erkennbar. In der Schleifmulde ist die Steinnummer 661 eingehauen. | D-4-76-166-10 Wikidata           | weitere Bilder               |
| An der Grenze nach Thüringen, etwa zwei Kilometer nordöstlich des Ortes (Standort)                                                                 | Grenzstein, sogenannter Kurfürstenstein                              | Mit bambergischem und sächsischem Wappen, 1513, Landesgrenzstein Nr. 663 Der Landesgrenzstein Nr. 663 entspricht hinsichtlich der bereits stark beschädigten Wappen und der nur noch fragmentarisch erhaltenen Inschriften ebenfalls weitgehend dem Landesgrenzstein Nr. 656. Der aus Kronacher Buntsandstein gefertigte Grenzstein ist ohne den im Boden verankerten Fuß 94 cm hoch, 48 cm breit und 41 cm tief. Die Steinnummer ist auf der von bayerischer Seite aus gesehen linken Schmalseite eingeschlagen. Auf der in Richtung Thüringen weisenden Fläche der bereits stark beschädigten, satteldachförmigen Oberseite befinden sich eine handflächengroße Schleifmulde und Wetzrillen. | D-4-76-166-10 zugehörig Wikidata | weitere Bilder               |
| Dober; Die Dober; Dobergrund; Dobermühle 1; Distrikt Reichenbacher Wald; Doberbach; Gemeindeholz; Heidäcker; Links am Tschirner Weg; Doberleite () | Typischer Floßbachabschnitt mit Floßteich mit Steinschleuse von 1934 | Gut erhaltene seltene Schrotverbauungen aus den 1930er Jahren und seltene Querverbauungen in Form von „Stangenrutschen“ | D-4-76-182-6 Wikidata            | weitere Bilder               |